# ستارتش
ستارتش (به لاتین: Stařeč) یک منطقهٔ مسکونی در جمهوری چک است که در منطقه تربیچ واقع شده‌است. ستارتش ۱۵٫۳۹ کیلومتر مربع مساحت و ۱٬۶۲۵ نفر جمعیت دارد و ۴۵۵ متر بالاتر از سطح دریا واقع شده‌است.